# Tetrix serrifemoroides
Tetrix serrifemoroides är en insektsart som beskrevs av Zheng, Z. och G. Jiang 2002. Tetrix serrifemoroides ingår i släktet Tetrix och familjen torngräshoppor. Inga underarter finns listade i Catalogue of Life.